# گوومین-پوونوتس
گوومین-پوونوتس (به لاتین: Gołymin-Północ) یک روستا در لهستان است که در گمینا گوومین-اوشرودک واقع شده‌است.